# Hafen Rummelsburg

Hafen mit Schiffshalle (20. Februar 2012)

Der Hafen Rummelsburg ist ein in den Jahren 2010 bis 2012 neu angelegtes Hafenbecken im Berliner Bezirk Treptow-Köpenick, Ortsteil Oberschöneweide. Er entstand auf dem Freigelände neben dem 1966 stillgelegten Kraftwerk Rummelsburg, von dem sich auch der Name des Hafens ableitet. Der Hafen hat eine Wasserfläche von 11.000 m² und verfügt über eine Zufahrt von der Spree aus mit einer Breite von 12 Metern. Der Hafen wurde ausschließlich für die Nutzung durch Fahrgastschiffe gebaut.

## Lage

Hafenzufahrt

Das Hafenbecken befindet sich wasserrechtlich an der Spree-Oder-Wasserstraße bei km 25,2 – rechtes Ufer – in Berlin. Es liegt spreeseitig in direkter Nachbarschaft zu der Insel Bullenbruch. An der zirka 200 Meter langen Uferkante befindet sich neben der Zufahrt zum Hafenbecken eine 65 Meter lange Notliegestelle für Fahrgastschiffe. Der übrige Uferstreifen auf Höhe der Insel Bullenbruch wurde als originales Flussufer renaturiert. Die Landfläche um den Hafen wird begrenzt zur nördlichen Seite durch das Areal des ehemaligen Kraftwerkes Rummelsburg, zur südlichen Seite durch das Areal des ehemaligen Rundfunks der DDR (Funkhaus Nalepastraße) und an der östlichen Seite befindet sich die Zufahrt über die Nalepastraße, zwischen den Hausnummern 10 und 16.

## Standorthistorie

Lageplan Nalepastraße 10–16, Grundwassermonitoring 2007

Das Grundstück Nalepastraße 10–16 wurde seit Ende des 19. Jahrhunderts durch Mineralöl lagernde und verarbeitende Firmen genutzt. Dazu gehörten zur Jahrhundertwende die Deutsch-Russische-Naphta-Importgesellschaft, die OLEX Deutsche Petroleum-Verkaufs-Gesellschaft bzw. nach 1940 die Deutsche Benzin Petroleum GmbH. Nach 1945 ging die Fläche in das Eigentum des VEB Minol über, der an der Spree eine Tankstelle für Schiffe betrieb.
1967, nach der Stilllegung des Kraftwerks Rummelsburg, erfolgte ein teilweiser Abriss der alten Hochtanks der OLEX. In diesem Bereich wurde 1970/71 ein Rechenzentrum errichtet. 1981 wurde das Gelände durch das Staatliche Komitee für Rundfunk der DDR übernommen. In diesem Zusammenhang erfolgten 1983 Abrissmaßnahmen, verbunden mit einigen Neubauten. Dabei wurden die restlichen Hochtanks und Kesselanlagen rückgebaut. Bis zur Wende 1990 nutzte der Staatliche Rundfunk der DDR die Anlagen.
Die jahrzehntelange Nutzung des Standortes als Umschlagplatz für Mineralöle und Kraftstoffe führte zu Einträgen nutzungstypischer wassergefährdender Schadstoffe in den Boden und in das Grundwasser. Seit 1991 dementsprechend durchgeführte Untersuchungen belegten eine erhebliche Schadstoffkontamination, die durch Regen und durchströmendes Grundwasser zu einer Ausbreitung der Schadstoffe in Richtung der Trinkwassererfassungsanlagen des Wasserwerks Wuhlheide führten.
Nach mehreren Eigentümerwechseln und unterschiedlichsten Zwischennutzungen kaufte die Reederei Riedel Ende 2009 das Gelände, nachdem sie bereits Mitte 2007 mit der Erkundung des Bodenschadens und der Sanierungs- und Entwicklungsplanung des Geländes begonnen hatte. Anfang 2010 begannen die Abrissarbeiten weiterer alter Gebäudekomplexe und die umfangreiche Bodensanierung, die schließlich Ende 2011 erfolgreich beendet werden konnte. Die Senatsverwaltung für Gesundheit, Umwelt und Verbraucherschutz (Senat von Berlin) hat die Arbeiten auf Grund der Sanierung für den Deutschen Umweltpreis empfohlen. Aus Teilen der Sanierungsflächen entstand das heutige Hafenbecken.

Dokumentierte Bauphase zwischen Juni 2009 und Februar 2012
Luftaufnahme 4. Juni 2009
Bauarbeiten 24. Juni 2010
Bau Hafen 25. August 2010
Bau Hafen 11. Mai 2011
Bau Hafen 18. Mai 2011
Bau Hafen 1. Juni 2011
Bau Hafen 16. September 2011
Bau Hafen 28. September 2011
Bau Hafen 30. November 2011
Bau Hafen 4. Januar 2012

## Nutzung

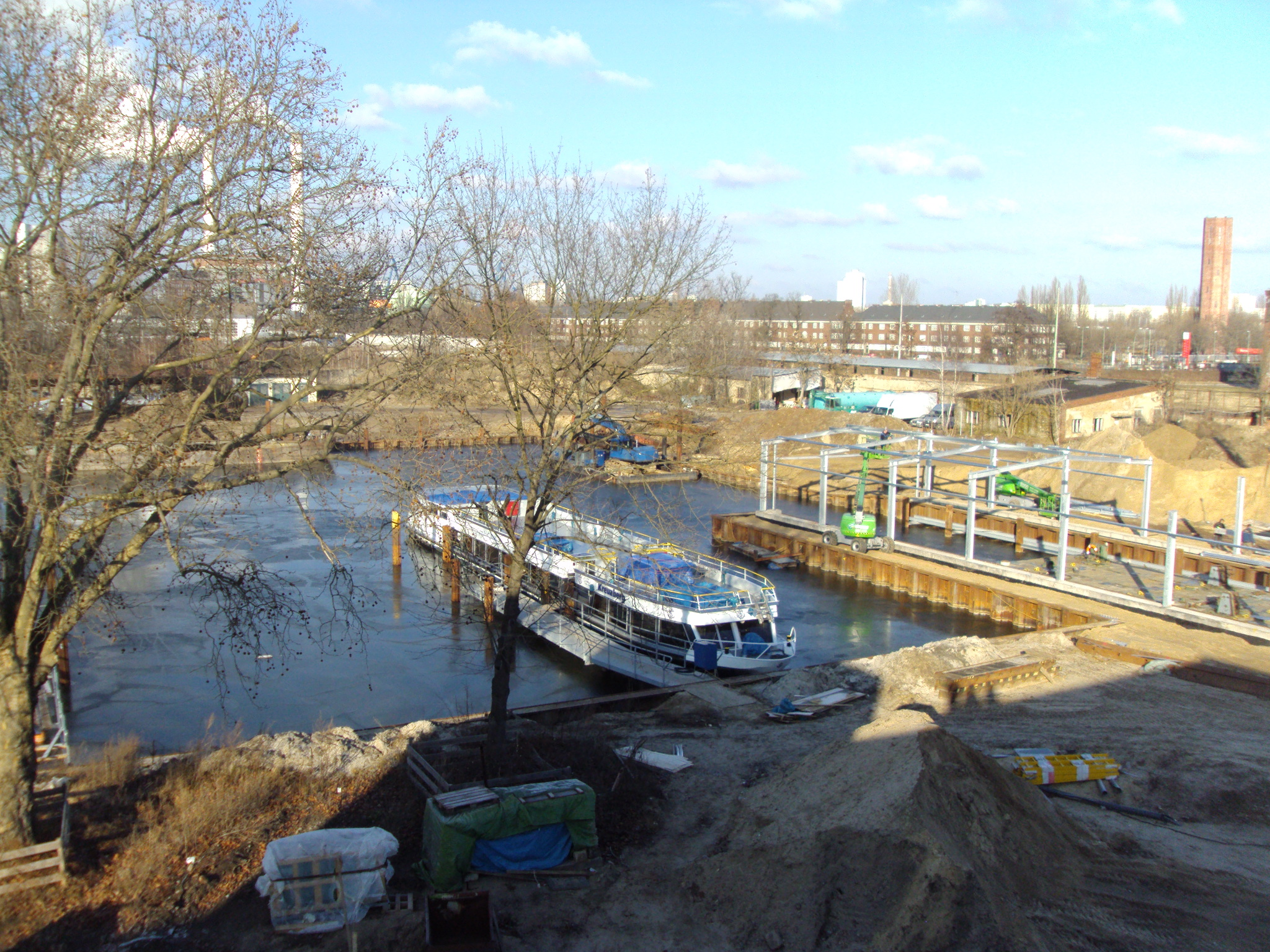
Hafen Rummelsburg im Januar 2012

Der Hafen Rummelsburg dient seit 2012 als Heimathafen für die Fahrgastschiffsflotte der Reederei Riedel GmbH. Das insgesamt 41.500 m² große Grundstück, in welches das Hafenbecken eingegraben wurde, ist mit mehreren Nutzgebäuden bebaut. Das 1988 zur Stromversorgung geplante Bauwerk wurde zu einem Verwaltungsgebäude für die Reederei umgebaut. Eine weitere Werkhalle, ursprünglich als Fernwärmeübergabestation für das Rundfunkareal genutzt, dient heute der Reederei als Tischlerei und Metallbauwerkstatt. In zwei alten, bereits 1905 errichteten Mietshäusern, sollen Wohnungen für Mitarbeiter des Schifffahrtsunternehmens entstehen. Die übrigen Freiflächen werden für Freizeit- und Veranstaltungen entwickelt. Der über 200 Meter lange Uferstreifen soll in den nächsten Jahren Teil des Uferwanderweges von der Rummelsburger Bucht bis nach Berlin-Köpenick werden.